# 대흥역 (단천)
대흥역(大興驛)은 조선민주주의인민공화국 함경남도 단천시에 위치한 철도역이다.1988년 이후에 개업되었다.